# 10 Batalion Powietrznodesantowy
10 Batalion Powietrznodesantowy im. Ludowych Partyzantów Ziemi Śląskiej (10 bpd) – pododdział wojsk powietrznodesantowych Wojska Polskiego.

## Formowanie i zmiany organizacyjne
Batalion został sformowany w 1957 roku, w garnizonie Kraków, w koszarach przy ul. Rajskiej, na bazie rozformowywanego 16 Kołobrzeskiego Pułku Piechoty. 25 października do batalionu zameldowali się pierwsi ochotnicy. Pierwsza przysięga odbyła się 5 stycznia 1958 roku. 12 października 1958 roku wręczono batalionowi sztandar.
W roku 1958 rozkazem z 15 października przebazowano 10 BPD z Krakowa do Oświęcimia.
W listopadzie 1961 roku batalion otrzymał imię Ludowych Partyzantów Ziemi Śląskiej.
Od października 1967 w Oświęcimiu stacjonował również 33 BPD jednak na początku lat 70. 33 BPD przebazowano z Oświęcimia do Niepołomic.
W 1976 roku jednostka wróciła z Oświęcimia do Krakowa na Ułanów a następnie do Rząski.
5 stycznia 1978 batalion wyjechał na poligon do Lipy i Nowej Dęby. W lutym na bazie 16 BPD został utworzony tzw. batalion awangardowy. W związku ze zmianami do nowej jednostki skierowano część kadry zawodowej wraz z grupą żołnierzy służby zasadniczej, przede wszystkim z 2. kompanii szturmowej i baterii moździerzy 120mm.
W styczniu 1979 roku odbyło się szkolenie narciarskie na Sikorniku. Następnie żołnierze jednostki udali się do Muszak na zimowy poligon. Po powrocie czekał na nich blok mieszkalny zwany „blokiem Pijarów”, zakwaterowano tam 1. kompanie szturmową, kompanię obsługi, baterię moździerzy i baterię przeciwlotniczą. Pod koniec maja 1979 odbyły się ćwiczenia w Nowej Dębie.
W 1985 roku przeprowadzono reorganizację batalionu. W miejsce baterii przeciwlotniczej powstał samodzielny pluton przeciwlotniczy.
W lecie 1986 roku 6. PDPD została przemianowana na 6. PBPD. W praktyce nowa struktura nie tylko w sztabie nowego związku taktycznego ale i w batalionach. Mniej było etatów dla żołnierzy zawodowych, te które pozostały obniżono im stopnie wojskowe.
Rok 1989 to rok przemian ustrojowych. Od tego czasu jednostka została przemianowana na 6. Pomorską Brygadę Desantowo-Szturmową, więc i batalion otrzymał nazwę 10. Batalion Desantowo-Szturmowy.
14 kwietnia 1990 roku przegrupowano batalion z Rząski do koszar przy ul. Ułanów gdzie batalion już stacjonował.
Po kolejnych 2 latach czyli w roku 1991 jednostka otrzymała nazwę 6. Brygada Desantowo-Szturmowa. W wyniku restrukturyzacji w roku 2004 brygadę podporządkowano Dowództwo Wojsk Lądowych w Warszawie. 17 września 2009 roku brygada otrzymała nową nazwę 6 Brygada Powietrznodesantowa a finał jej przeformowania nastąpił 1 lipca 2010, kiedy to przeformowano również jej pododdziały.
W styczniu 1992 roku po szkoleniu narciarskim przyszła nowa wiadomość, zapadła decyzja o powrocie batalionu do jednostki w Rząsce.
W 2001 roku 19 marca ogłoszono decyzję o likwidacji batalionu, 10. Batalion Desantowo-Szturmowy Ziemi Krakowskiej został rozformowany. Pożegnanie odbyło się w Rząsce 7 listopada 2001 roku.

## Tradycje batalionu
Z dniem 15 lipca 1995 roku jednostka otrzymała nazwę wyróżniającą „Ziemi Krakowskiej” oraz przyjęła dziedzictwo tradycji:
- pułku piechoty Ziemi Krakowskiej (1919),
- 20 pułku piechoty Ziemi Krakowskiej (1919-1939),
- 20 pułku piechoty Ziemi Krakowskiej Armii Krajowej (1943-1944),

a dzień 25 maja ustanowiony został Świętem batalionu.

## Dowódcy batalionu
- mjr Józef Łakomy (1957)
- mjr Nowak (po miesiącu odwołano do sztabu 6PDPD)
- mjr Stępowski (po tygodniu odwołany do WOW)
- mjr Józef Łakomy (1957-17.X.1958)
- ppłk Henryk Wysocki (1958-1960)
- ppłk dypl. Marian Brzeski (1960-1963)
- mjr dypl.  Jerzy Jarosz (1963-1967)
- ppłk dypl. Mieczysław Bubliński (18.X.1967-XI.1970)
- ppłk dypl. Zdzisław Kica (XI.1970-1973)
- ppłk dypl. Stanisław Balawender (1973-1974)
- ppłk dypl. Maciej Szałański (1974-1979)
- ppłk dypl. Jan Maliborski (1979-1984)
- ppłk dypl. Andrzej Januszewski(1984-1986)
- ppłk dypl. Bogdan Mirek (1986)
- ppłk dypl. Stanisław Adamczak (1986-1988)
- mjr dypl.   Kazimierz Skowyra (1988-1992)
- ppłk dypl. Bronisław Jansohn (1992-1994)
- mjr dypl.  Tadeusz Sapierzyński (1995-1998)
- ppłk dypl. Edward Nieżałowski (1998-1999)
- mjr Piotr Wałęga (1999-2001)